# Higashi-Sapporo (metropolitana di Sapporo)
Higashi-Sapporo (東札幌駅?, Higashi-Sapporo-eki) (T12) è una stazione della metropolitana di Sapporo situata nel quartiere di Shiroishi-ku, a Sapporo, Giappone, servita dalla linea Tōzai.

## Struttura
La stazione è costituita da un mezzanino al primo piano interrato con due aree tornelli separate in base alla direzione. Al piano inferiore si trovano due marciapiedi laterali con due binari passanti, protetti da porte di banchina a metà altezza e così utilizzati:
| 1 | Linea Tōzai | per Shiroishi e Shin-Sapporo |
| 2 | Linea Tōzai | per Ōdōri e Miyanosawa       |

## Stazioni adiacenti
| «           | Servizio    | »           |
| Linea Tōzai | Linea Tōzai | Linea Tōzai |
| ----------- | ----------- | ----------- |
| Kikusui     | -           | Shiroishi   |